# Кассиди, Томми
Томас (Томми) Кассиди (англ. Thomas «Tommy» Cassidy; 18 ноября 1950, Белфаст — 1 августа 2024) — североирландский футболист и тренер, полузащитник.

## Клубная карьера
Во взрослом футболе дебютировал в 1968 года выступлениями за команду «Гленторан» из родного города Белфаст, в которой провёл три сезона и в 1970 года выиграл чемпионат Северной Ирландии.
Своей игрой за эту команду привлёк внимание представителей тренерского штаба клуба «Ньюкасл Юнайтед», в состав которого присоединился в ноябре 1970 года. Отыграл за команду из Ньюкасла следующие десять сезонов своей игровой карьеры. В Первом дивизионе Англии он дебютировал 7 ноября 1970 года в поединке с «Саутгемптоном» (0:2). В 1974 году он дошёл до финала Кубка Англии, но «Ньюкасл» проиграл «Ливерпулю» со счётом 0:3. В 1976 году он дошёл с клубом до финала Кубка английской лиги, но и в этот раз команда из Ньюкасла проиграла, на этот раз «Манчестер Сити» со счётом 1:2. Кассиди вылетел с сороками во Второй дивизион в 1978 году и ещё два года провёл там с командой.
В 1980—1983 годах защищал цвета клуба «Бернли» и в сезоне 1981/82 выиграл Третий дивизион. Всего Томми за карьеру провёл 252 игры в английской Футбольной лиге, забив 26 голов, в том числе 131 матч и 15 голов в Первом дивизионе. Он также сыграл один матч в Кубке европейских чемпионов, три матча в Кубке УЕФА и два в Кубке кубков.
В 1983 году Кассиди перешел в кипрский АПОЭЛ, с которым в 1984 году выиграл Кубок и Суперкубок Кипра и в следующем году завершил игровую карьеру.

## Карьера в сборной
В 1971 году дебютировал в официальных играх в составе национальной сборной Северной Ирландии в матче Домашнего чемпионата Великобритании против Англии (0:1).
В составе сборной был участником чемпионата мира 1982 года в Испании, на котором сыграл в одном матче против хозяев турнира, который североирландцы сенсационно выиграли 1:0 и вышли во второй раунд. Этот матч стал последним для Кассиди в сборной. Всего в течение карьеры в национальной команде, длившейся 12 лет, провёл в её форме 24 матча, забив 1 гол.

## Тренерская карьера
После завершения карьеры игрока 1985 года остался в АПОЭЛе, возглавив тренерский штаб клуба АПОЭЛ. С командой британец выиграл чемпионат и Суперкубок Кипра в 1986 году.
В 1993 году стал главным тренером английского низшелегового «Гейтсхеда», после чего возглавлял североирландские команды «Гленторан» и «Ардс», выиграв с первой из них Кубок Северной Ирландии в 1996 году.
В ноябре 1999 года Кассиди возглавил тренерский штаб ирландского клуба «Слайго Роверс», но занял с командой предпоследнее 11 место в Премьер-дивизионе и вылетел во второй ирландский дивизион. После того как Томми не удалось вернуть команду в элиту по итогам следующего сезона 2000/01 (4 место), он был уволен.
Впоследствии Кассиди тренировал английские нижнелиговые клубы «Уэркингтон», «Ньюкасл Блу Стар» и «Уитби Таун», а последним местом тренерской работы стал клуб «Блайт Спартанс», главным тренером команды которого Томми Кассиди был с 2011 по 2012 год.
В 2021 году, Кассиди был поставлен диагноз болезнь Альцгеймера. Скончался 1 августа 2024 года в возрасте 73 лет.